# Caso Batson contra Kentucky
Batson v. Kentucky, 476 U.S. 79 (1986), fue un caso en el que la Corte Suprema de Estados Unidos dictaminó que las recusaciones sin causa (peremptory challenges) por parte de un fiscal en la selección del jurado para un caso criminal no pueden ser utilizadas para excluir jurados basándose únicamente en su raza. El Tribunal dictaminó que esta práctica viola la cláusula de igual protección de la Decimocuarta Enmienda. El caso dio lugar al término "impugnación Batson" (Batson challenge), una objeción a una recusación sin causa sobre la base de la regla establecida por la decisión del Tribunal Supremo en este caso. La jurisprudencia posterior ha dado lugar a la extensión de Batson para casos civiles (Edmonson v. Leesville Concrete Company) y los casos en que los miembros del jurado son excluidos sobre la base del sexo (J.E.B. v. Alabama ex rel. T.B.).

## El caso
Durante el juicio penal contra James Kirkland Batson (un hombre afroamericano) en un tribunal de Louisville (Kentucky), luego de las recusaciones con causa decididas por el juez, el fiscal utilizó sus recusaciones sin causa para excluir del jurado a los cuatro miembros afroamericanos que lo integraban, por lo que quedó integrado un jurado compuesto solo por personas blancas. El abogado defensor impugnó ese jurado, basándose en que la remoción del fiscal de los potenciales jurados negros violó los derechos de su cliente, consagrados en las Enmiendas Sexta, a ser juzgado por un jurado proveniente de una muestra representativa de la comunidad, y Decimocuarta Enmiendas a la igual protección de las leyes. El juez denegó la moción, y el jurado finalmente condenó a Batson. Al confirmar la condena, el Tribunal Supremo de Kentucky se apoyó en el caso Swain v. Alabama, 380 U.S. 202 (1965), y sostuvo que para alegar la violación del derecho a que el panel de jurados sea representativo de la sociedad, se debe demostrar la exclusión sistemática de un grupo en particular del conjunto de los convocados.
En su decisión, la Corte Suprema reafirmó la vigencia de la doctrina sentada en Strauder v. West Virginia, 100 U.S. 303 (1880), en el sentido de que un estado niega la igualdad de protección de un acusado negro cuando se lo pone en juicio ante un jurado del que los miembros de su raza han sido deliberadamente excluidos. Si bien ese fallo no otorga el derecho a que el jurado sea total o parcialmente integrado por miembros de la raza del acusado, la cláusula de igualdad ante la ley de la 14.ª Enmienda garantiza que el Estado no excluirá personas de su raza solo por razón de ella, o bajo la falsa asunción de que personas de su raza, como grupo, no están calificadas para servir como jurado. Al denegar a una persona la participación en el jurado por causa de su raza, el estado discrimina de forma inconstitucional a ese potencial jurado. Más aún: los procedimientos de selección que deliberadamente excluyen a personas de color del jurado socavan la confianza pública en la rectitud del sistema de justicia. 
Los mismos principios de igualdad de protección que se aplican para determinar si existe discriminación en la convocatoria de personas para integrar un jurado, también gobiernan el uso del estado de las recusaciones sin causa durante el proceso de selección. Aunque un fiscal tiene de ordinario el derecho a utilizar recusaciones sin causa por cualquier motivo, siempre que esté relacionado con su punto de vista sobre el resultado del caso a ser juzgado, la cláusula de igual protección prohíbe al fiscal recusar jurados potenciales únicamente en razón de su raza, o sobre el supuesto de que los jurados negros como grupo no podrán ser imparciales para considerar el caso del Estado contra un acusado negro. 
Sobre la carga de la prueba, el acusado debe demostrar prima facie que él pertenece a un grupo racial reconocible, y que el fiscal usó sus recusaciones sin causa para excluir sistemáticamente del jurado a las personas pertenecientes a su raza. Debe mostrar cómo esos hechos y cualesquiera circunstancias permiten inferir que el fiscal usó sus recusaciones sin causa para excluir a personas del jurado en razón de su raza. Una vez que el acusado hace esa demostración prima facie, la carga se traslada al estado, que debe presentar una explicación neutral para la recusación de los jurados negros. El fiscal no puede refutar una demostración prima facie estableciendo que recusó a los miembros del jurado en el supuesto de que iban a ser parciales a favor del acusado debido a su raza o afirmando su buena fe en las selecciones individeal s.
Debido a que en el caso el tribunal de juicio rechazó de plano la objeción sin requerir al fiscal la explicación de su acción, el fallo fue casado y reenviado para nuevo juicio.

## Impugnación Batson
El término "impugnación Batson" describe una objeción a la utilización de una recusación sin causa para excluir del jurado a un potencial miembro sobre la base de criterios que los tribunales han declarado inaceptables, así como la raza como única justificación de la exclusión fue rechazada en Batson.
En algunos casos, las partes han apelado el veredicto o la sentencia y solicitaron su invalidación porque una o más recusaciones sin causa excluyeron del jurado a un grupo reconocible. Dado que el fallo Batson se refería a la selección del jurado en juicios penales, en 1991 la Corte Suprema amplió posteriormente la misma regla a los juicios civiles en Edmonson v. Leesville Concrete Company. En 1994, en J.E.B. v. Alabama ex rel. T.B., la Corte sostuvo que las recusaciones sin causa basadas únicamente en el sexo violan la norma establecida en Batson también.
La doctrina de Batson fue reforzada por un par de decisiones de 2005, Miller-El v. Dretke y Johnson v. California. La primera amplió la evidencia que se puede considerar para determinar si una recusación sin causa se basó únicamente en criterios objetables. el segundo versó sobre la valoración de la prueba sobre la que una impugnación Batson debe evaluarse, disponiendo que era suficiente exigir "una inferencia" de que la discriminación fue la base de una recusación sin causa en lugar de acreditar de que la discriminación era "más probablemente que no " su base.
Batson se ha aplicado a la utilización discriminatoria de recusaciones sin causa contra jueces en un caso de California, Corte Superior v. Williams. El abogado defensor se opuso a la moción de la fiscalía para descalificar a un juez afroamericano, bajo la sospecha de que el pedido fue motivado racialmente. El Tribunal señaló que el uso de la cláusula de igualdad en Batson para combatir los ataques de discriminación racial contra los miembros del jurado estaba ya bien establecida y que las decisiones posteriores habían extendido estas protecciones en otros contextos. El Tribunal sostuvo que "estos principios son igualmente aplicables a las recusaciones a jueces basadas en la raza".